# Гидроксиметилбилан
Гидроксиметилбилан (ГМБ), также известный как преуропорфириноген — это молекула, вовлечённая в метаболизм порфирина. На третьей стадии он разрушается ферментом порфобилиноген деаминаза, а на следующей стадии фермент уропорфириноген III синтаза превращает его в уропорфириноген III.
Обычно дефекты синтеза гема после стадии формирования ГМБ приводят к фоточувствительности.